# Afera XYZ

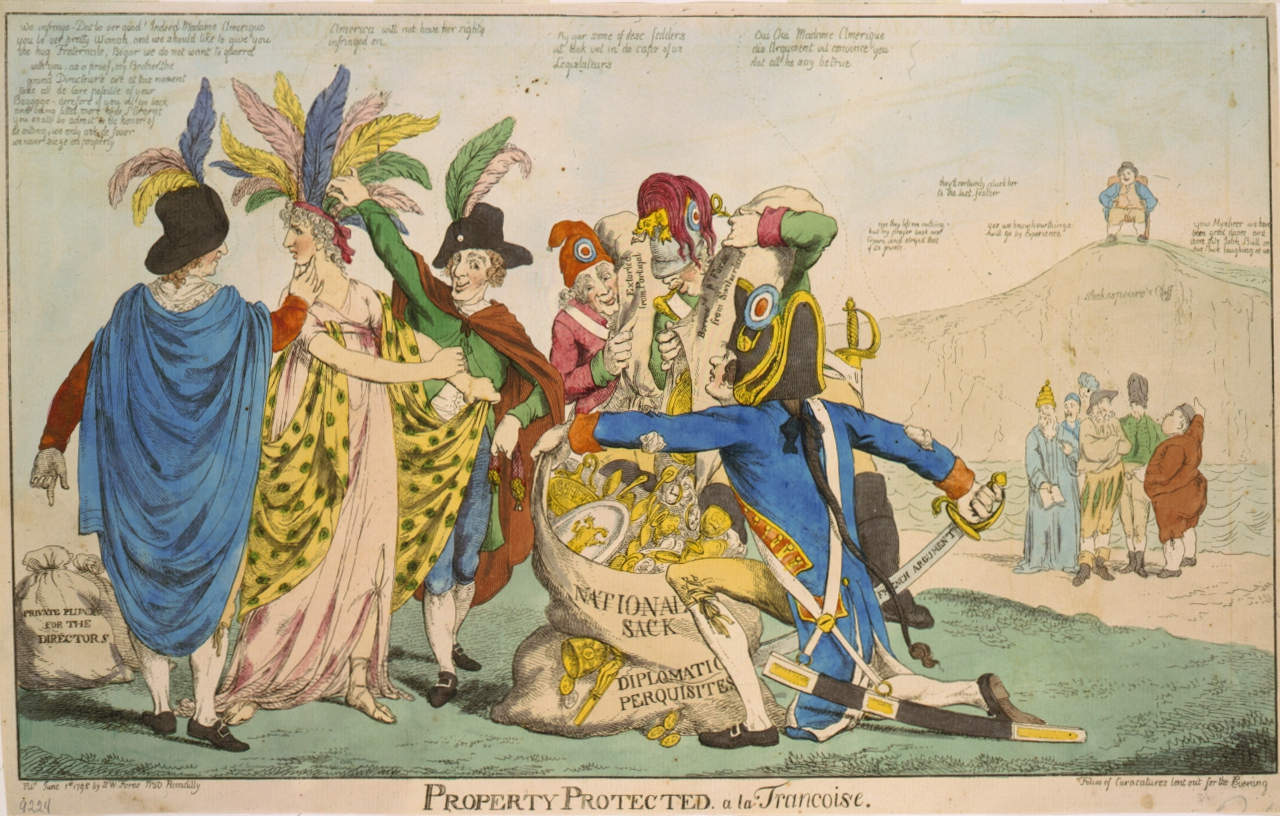
Satyryczna grafika ilustrująca aferę XYZ

Afera XYZ – incydent dyplomatyczny, który miał miejsce w 1798 roku pomiędzy dyplomatami Francji i Stanów Zjednoczonych i który zaowocował wybuchem ograniczonej wojny na morzu pomiędzy tymi krajami określanej jako quasi-wojna. Jej zakończenie miało miejsce w 1800 roku wraz z uzgodnieniem i podpisaniem traktatu z Mortefontaine.

## Tło wydarzeń

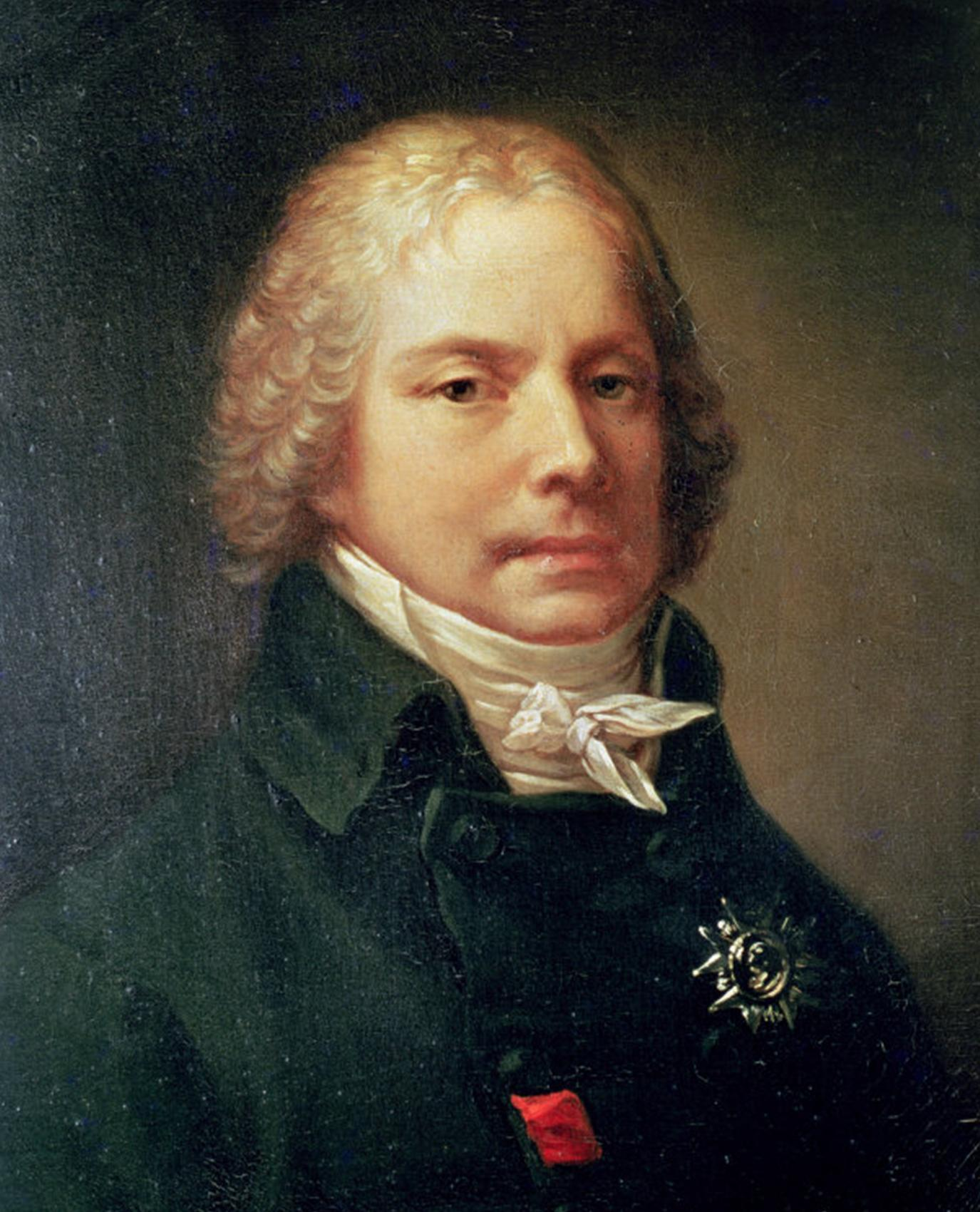
Charles-Maurice de Talleyrand-Périgord, minister spraw zagranicznych Francji

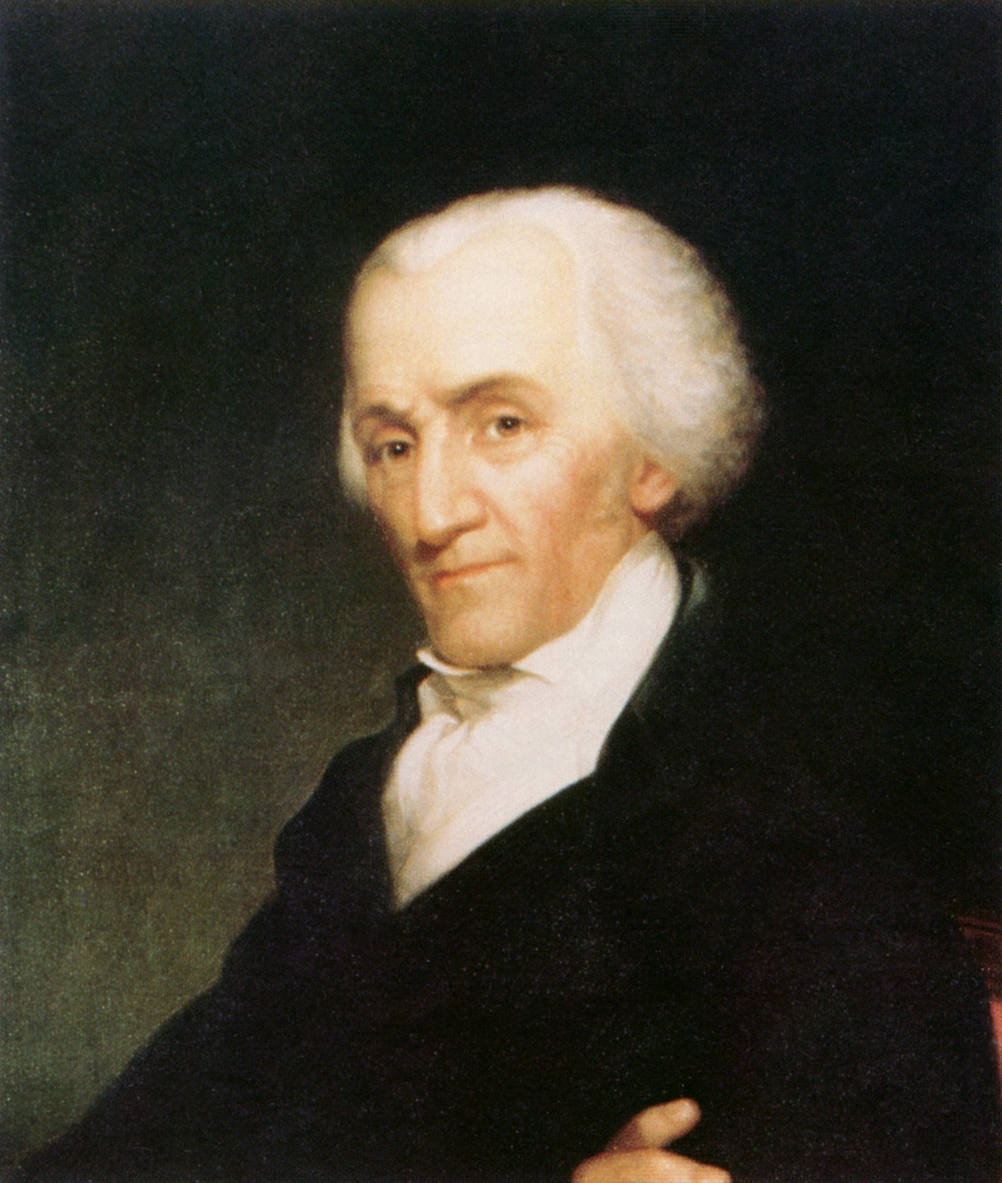
Elbridge Gerry, jeden z amerykańskich negocjatorów we Francji

Pod koniec XVIII wieku rząd I Republiki Francuskiej (Dyrektoriat) miał problemy ze sfinansowaniem wojen prowadzonych w Europie. Wielu przywódców było również niezadowolonych z powodu traktatu Jaya zawartego pomiędzy Stanami Zjednoczonymi i Wielką Brytanią w 1794 roku. W związku z tym, w 1796 roku francuscy przywódcy postanowili wydać rozkaz pozwalający na przejęcie amerykańskich statków handlowych tak, by zawładnąć jak największą ilością statków amerykańskich, wykorzystując moment zaskoczenia. W odpowiedzi, prezydent Stanów Zjednoczonych, John Adams, wysłał do Francji trzech emisariuszy, Elbridge’a Gerry, Charlesa Coteswortha Pinckneya oraz Johna Marshalla, z nadzieją przywrócenia zgodnych stosunków między krajami.
Amerykańscy wysłannicy, podobnie jak inni członkowie administracji Adamsa, uważali rząd Francji za źródło dekadencji i intrygi. Podziały i knowania w obrębie Dyrektoriatu znacząco utrudniły Amerykanom skuteczną realizację ich misji. Po przybyciu do Francji Gerry, Pinckney i Marshall przekonali się, że nie są w stanie formalnie spotkać się z ministrem spraw zagranicznych, Talleyrandem. Zamiast tego, skontaktowało się z nimi kilku pośredników: Nicholas Hubbard (określany później jako "W"), Jean Hottinguer ("X"), Pierre Bellamy ("Y") oraz Lucien Hauteval ("Z"). W negocjacjach uczestniczył również dramaturg, Pierre Beaumarchais, który wcześniej uczestniczył w przekazywaniu francuskiej pomocy do Stanów Zjednoczonych w okresie rewolucji amerykańskiej.
Francuscy pośrednicy przekazali, że Talleyrand byłby gotów spotkać się z Amerykanami i doprowadzić do porozumienia, jeżeli spełnią kilka warunków. Francuzi zażądali mianowicie, aby Stany Zjednoczone zapewniły Francji kilka nisko-oprocentowanych pożyczek, przejęły i zapłaciły wierzytelnościami Francuzów wobec amerykańskich kupców i wreszcie aby przekazały znaczną łapówkę Talleyrandowi. Amerykańscy wysłannicy byli zszokowani tymi żądaniami oraz sceptyczni, że takie koncesje doprowadziłyby do istotnych zmian w polityce francuskiej.
Strategia Talleyranda polegała na grze na czas. I tak planował zakończyć ataki na statki amerykańskiej żeglugi handlowej, jednak wcześniej chciał się osobiście wzbogacić, umocnić swoją pozycję polityczną w Dyrektoriacie oraz doprowadzić do tego, aby negocjować wyłącznie z Elbridgem Gerry'm, który wydawał się być emisariuszem najbardziej przychylnym francuskim interesom. Pośrednikom Talleyranda również zależało na pokojowych stosunkach pomiędzy Francją i Stanami Zjednoczonymi, ponieważ posiadali oni znaczące inwestycje w Stanach Zjednoczonych. Jednakże sukcesy militarne w Europie zmieniły pozycję przetargową Francji i zaczęli żądać korzystniejszych warunków pożyczek, a nawet zagrozili inwazją na Stany Zjednoczone.

## Zaognienie konfliktu
Gdy amerykańscy wysłannicy nie byli skłonni zgodzić się na francuskie warunki, ostatecznie Talleyrand zgodził się spotkać z nimi osobiście i odstąpił od większości swoich żądań, jednak nie zgodził się na zakończenie procederu przejmowania amerykańskich statków handlowych przez Francuzów. Pinckney i Marshall zaczęli przygotowania do opuszczenia Francji, podczas gdy Gerry pozostał z nadzieją doprowadzenia do uniknięcia wojny.
W międzyczasie raport wysłanników dotarł do Stanów Zjednoczonych. Z poparciem Partii Federalistycznej w kongresie Stanów Zjednoczonych prezydent Adams rozpoczął przygotowania do wojny. Przywódcy partii Demokratyczno-Republikańskiej byli sceptyczni co do motywów Adamsa i zażądali aby upublicznił on korespondencję dyplomatyczną dotyczącą negocjacji z Francuzami. Adams, znając jej treść, zgodził się na te żądania, lecz zastąpił nazwiska francuskich pośredników literami W, X, Y i Z.
Adams kontynuował przygotowania do wojny, nie wypowiadając jej otwarcie. Marynarka wojenna Stanów Zjednoczonych zaczęła atakować jednostki francuskie na Morzu Karaibskim, oferując jednocześnie wsparcie dla Toussainta L’Ouverture w powstaniu przeciwko francuskim rządom kolonialnym na Haiti.

## Literatura dodatkowa
- Jolanta Daszyńska, "Afera XYZ jako polityczny dylemat prezydenta Johna Adamsa w świetle relacji Johna Marshalla, Acta Universitatis Lodziensis. Folia Historica, 2001, nr 70, s. 43-59.